# Coll de la Fossa del Gegant
El Coll de la Fossa del Gegant és un coll de la carena axial de la serralada dels Pirineus, a 2.708,2 metres d'altitud, en el terme comunal de Fontpedrosa, a la comarca del Conflent, de la Catalunya del Nord, però molt a prop del termenal amb Queralbs, a la del Ripollès.
És a l'extrem meridional del terme de Fontpedrosa, en el vessant nord del Pic de la Fossa del Gegant, a la carena que separa la Fossa del Gegant del circ del Planell de Nou Fonts. L'etnòleg i folklorista Joan Amades recollí la llegenda de la lluita de la Fossa del Gegant entre el cavaller Rotllà i el gegant Ferragut.